# Ottawa
|  | Aquest article tracta sobre la ciutat canadenca. Vegeu-ne altres significats a «Ottawa (desambiguació)». |

La ciutat d'Ottawa és la capital del Canadà i la quarta ciutat més gran del país. Està situada a la vall del riu Ottawa, a la part oriental de la província d'Ontario. Es troba a uns 400 km de distància a l'est de Toronto i a 200 km a l'oest de Mont-real.

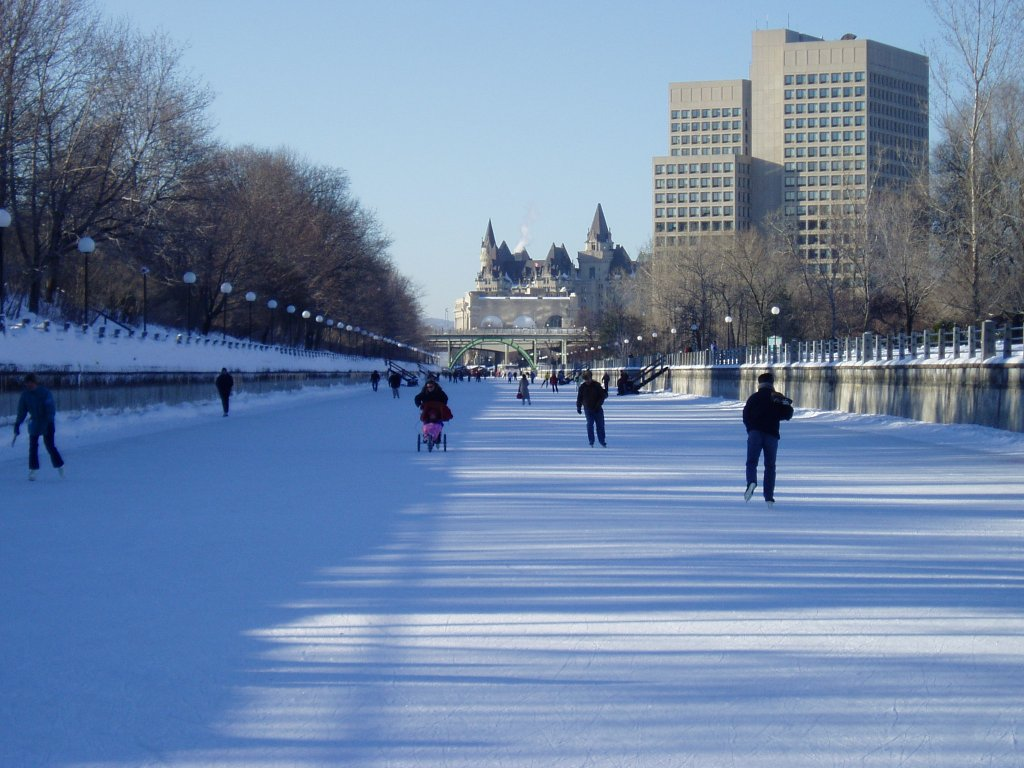
Canal Rideau d'Ottawa a l'hivern

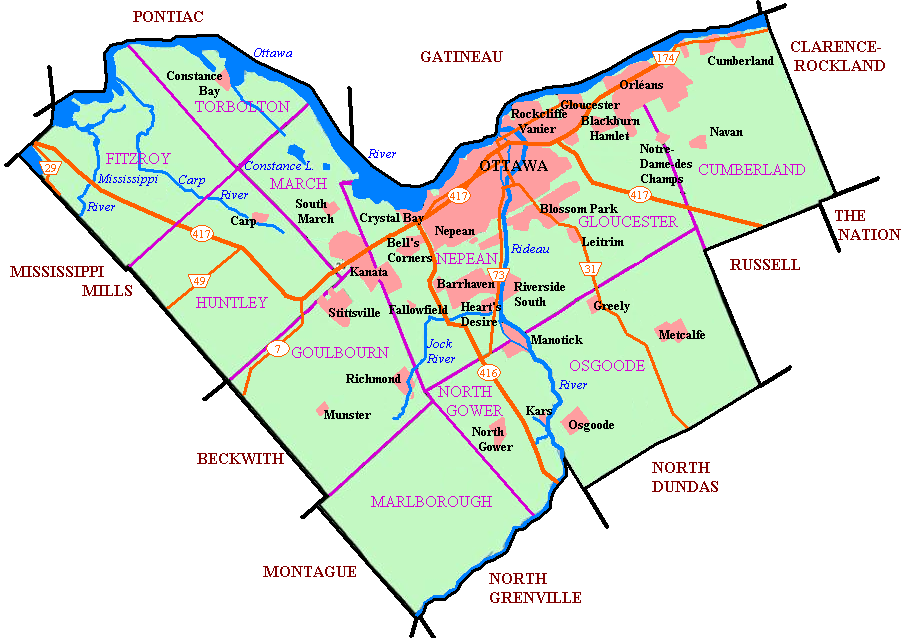
Mapa d'Ottawa

Segons el cens de l'any 2005, la ciutat tenia una població estimada de 859.704 habitants aproximadament, tot i que la població de l'àrea metropolitana arriba a 1,2 milions d'habitants.
Ottawa té un gran nombre de francòfons. A la capital canadenca, el 63,7 % dels seus habitants declara tenir l'anglès com a llengua materna i el 15 % el francès, amb el 22,3 % dels habitants que parlen les dues llengües el 2011.
L'any 1857 la reina Victòria del Regne Unit va escollir Ottawa com a capital conjunta del Canadà de l'Oest i el Canadà de l'Est (avui les províncies d'Ontario i de Quebec), llavors una ciutat molt petita en comparació amb les ciutats de Mont-real i Toronto. Tanmateix, la seva localització oferia dos avantatges: estava lluny de la frontera amb els Estats Units i per això era menys vulnerable als atacs, i estava just a la frontera entre les comunitats de parla francesa i anglesa, i per això era una ciutat neutral. Avui, el 50% de la població parla anglès, i el 30% parla francès, per la qual cosa és una de les ciutats bilingües del Canadà.

## Etimologia
El nom de la ciutat Ottawa va ser escollit l'any 1855 com a referència al riu Ottawa, el nom del qual deriva de l’adawe algonquí, que significa 'comerciar'. El nom modern de la ciutat en llengua algonquina és Odàwàg. Els algonquins Anishinaabe ocupaven anteriorment una gran extensió de terra on es va establir Ottawa.

## Història

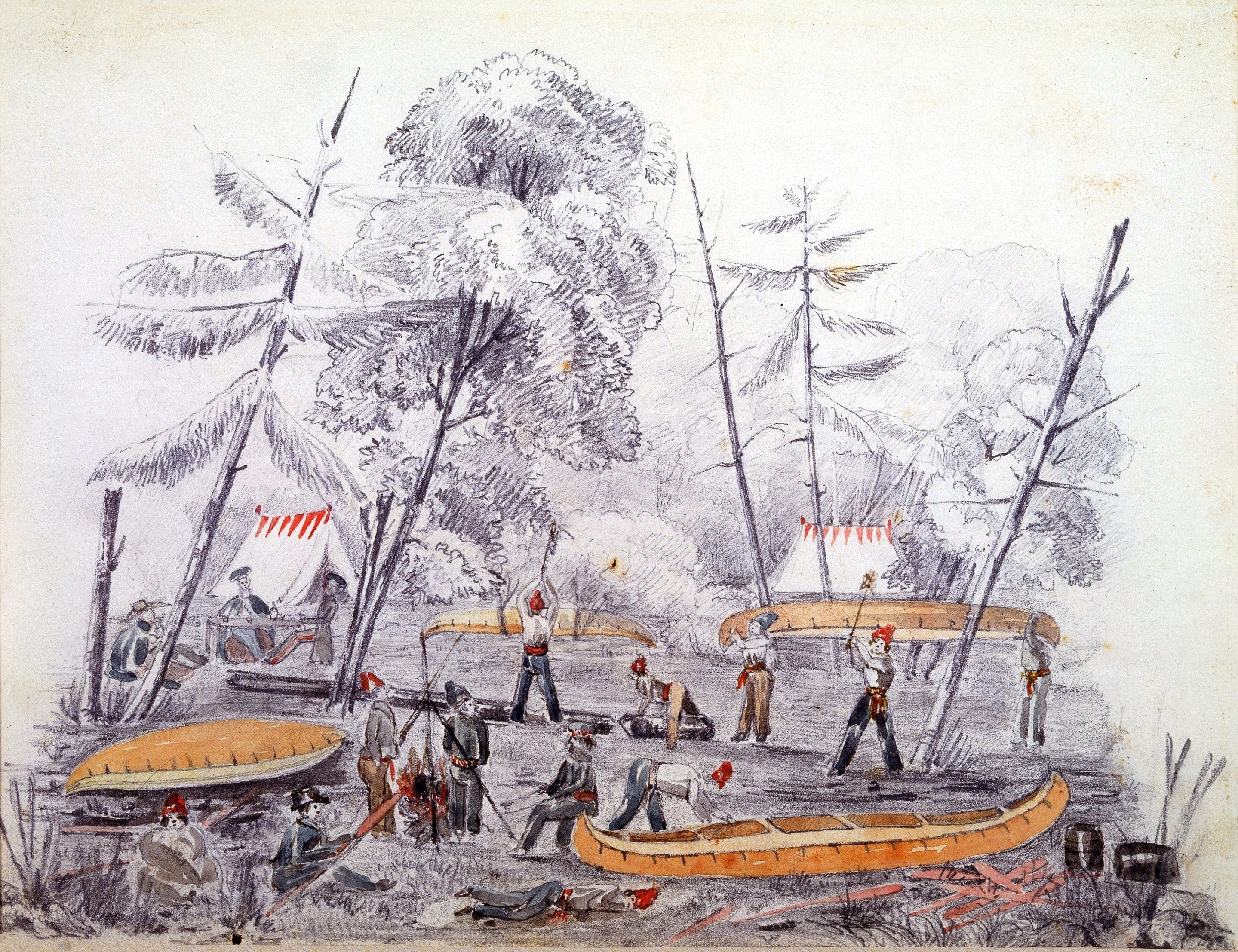
Primer campament, dibuix de By-Town (Ottawa) de John By, 1826.

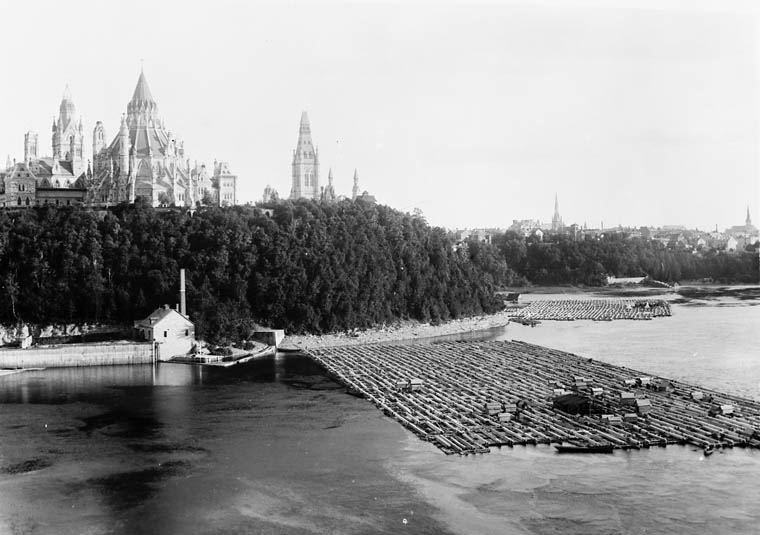
Comerç de fusta al riu Ottawa. Tren de troncs fotografiat a prop del Parlament del turó vers 1882. Als Outaouais, primera meitat del XIX XIX segle, la fusta quadrada representa la major part de les exportacions a Gran Bretanya. Flotat muntat en gegantins trens de fusta amb destinació al port de Quebec.

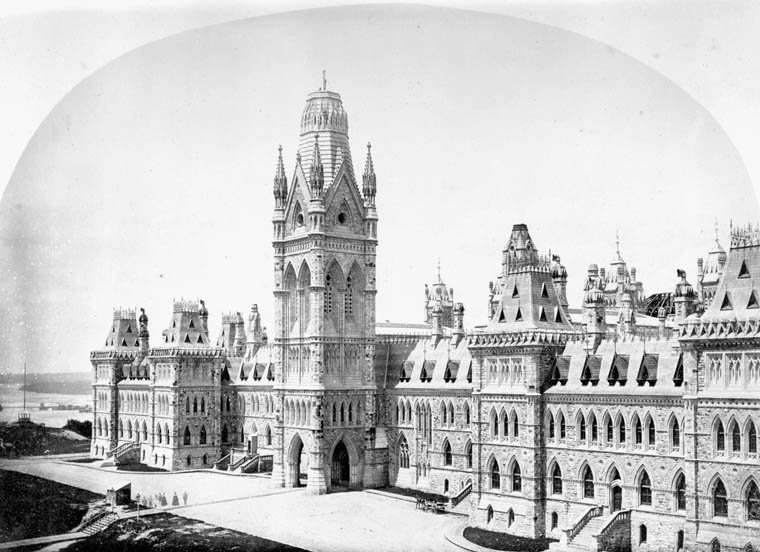
Edificis originals del parlament, abans de l'incendi de 1916

La regió d'Ottawa va ser molt de temps un assentament de la nació dels ottawes (Ottawa en anglès; Odawa en algonquin), d’aquí el seu nom actual. El riu Ottawa que limitava amb la ciutat va ser anomenat Kichi Sibi o Kichissippi pels algonquins, que significa "Riu gran".
El primer assentament europeu a la regió va ser el pagès Philemon Wright, natural de Massachusetts als Estats Units, que es va establir el 1800, al costat del riu Quebec, a l'actual lloc de Hull. Wright va descobrir que era possible transportar troncs de la vall d'Ottawa a Mont-real amb el cabal del riu, cosa que va augmentar considerablement el nombre de colons que es van establir a la zona. A Principis del segle xix i durant un segle, el comerç de fusta a Anglaterra donarà pas a ciutats com Ottawa, però també Quebec i Saint-John (a Nova Brunswick), un article bàsic sobre el qual es pot construir una comunitat considerable.
Durant la Guerra anglo-americana de 1812-1815, quan els Estats Units van intentar envair l'Amèrica del Nord britànica, es va decidir que es construiria un canal per evitar la part estreta del riu Sant Llorenç, prop de l'Estat de Nova York i evitar possibles atacs estatunidencs. El tinent coronel John By es va comprometre a establir un campament al turó amb vistes al riu per supervisar la construcció del que seria el canal Rideau. Sota la direcció del governador, va construir un hospital i diverses casernes militars per tal d’allotjar els seus homes al turó completament boscós aleshores, que es va conèixer com Barracks Hill. També va designar dos llocs per acollir els futurs colons, un a l'oest del turó, la ciutat alta i l'altre a l'est de l'entrada del futur canal, la ciutat baixa. El 1828, el poble de gairebé mil habitants va prendre el nom del seu fundador, Bytown. La ciutat es va convertir ràpidament en el centre de la indústria de la fusta al Canadà. El 1855, per tal d’assegurar a la ciutat una millor candidatura en l'elecció de la capital canadenca, es va canviar el nom pel seu nom actual, Ottawa.
El 31 de desembre de 1857, Ottawa va ser triada com a capital de la província del Canadà unit per la reina Victòria, amb l'objectiu de resoldre un conflicte entre Mont-real, Toronto, Quebec i Kingston, totes desitjant convertir-se en la capital de la colònia. Ottawa va ser finalment designada capital per la seva ubicació geogràfica, a la frontera entre l'Alt Canadà i el Baix Canadà (per no afavorir ni anglòfons ni francòfons) i la distància que la separava de la frontera amb els Estats Units, protegint-la d’un possible atac estatunidenc. La ciutat també tenia el terreny escollit per a la construcció de la seu del govern, des d’on la vista del riu era impressionant. Aquesta elecció, sorprenent per a molts, va ser considerablement criticada, atès el caràcter molt rural i remot de la ciutat de l'època.
El 20 de desembre de 1859 es van començar a construir els edificis del Parlament del Canadà a Barracks Hill que després es van convertir en Parliament Hill.
L'1 de juliol de 1867, la ciutat es va convertir en la capital del Canadà, com a confederació de les colònies per formar un país.

## Geografia

### Barris
La ciutat actual d'Ottawa consisteix en l'àrea urbana principal històrica, així com altres àrees urbanes, suburbanes i rurals dins dels límits posteriors a la fusió de la ciutat.

#### Antic Ottawa
Old Ottawa fa referència a l'antiga ciutat prèvia a la fusió, així com a l'antiga ciutat de Vanier, un enclavament de classe obrera densament poblada, històricament francòfona, i a l'antic poble de Rockcliffe Park, un ric barri residencial adjacent a la residència oficial del primer ministre. al 24 de Sussex i la residència del governador general. La ciutat vella inclou el nucli urbà i els barris més antics a l'est, l'oest i el sud. Aquests barris vibrants inclouen les animades zones comercials i culturals de Old Ottawa South, Centretown, Lower Town i Sandy Hill, els rics barris arbrats de The Glebe, Westboro i New Edinburgh, i les comunitats històriques de coll blau de Hintonburg, Mechanicsville., Carlington i LeBreton Flats, amb una barreja de tipus d'habitatge, lofts d'artistes i usos industrials. La ciutat vella també inclou els enclavaments ètnics de Chinatown i Little Italy.

#### Barris i comunitats perifèriques

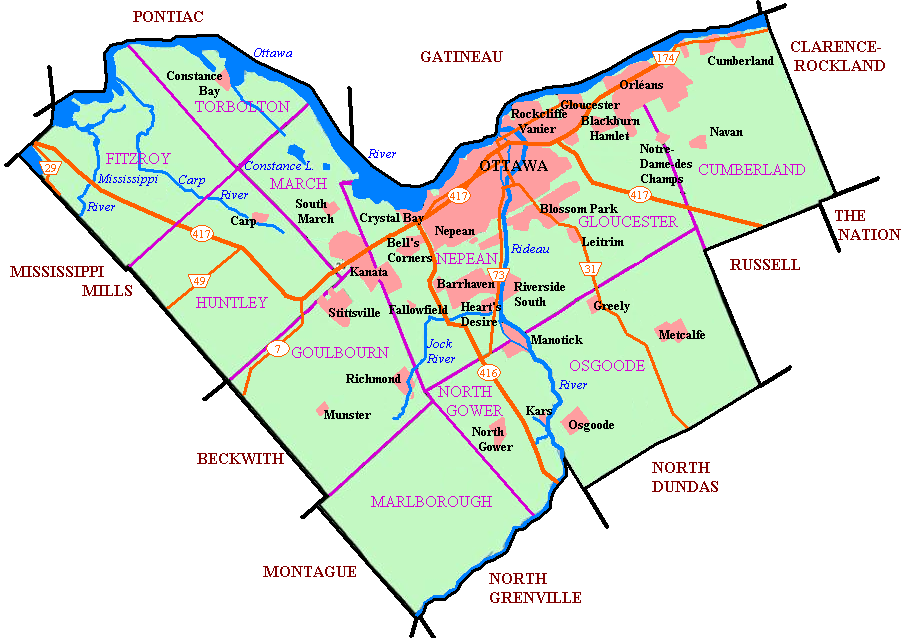
Mapa d'Ottawa que mostra àrees urbanes i noms de comunitats històriques

La moderna Ottawa està formada per onze municipis històrics, deu dels quals són de l'antic comtat de Carleton i un de l'antic comtat de Russell. Els límits de la ciutat d'Ottawa estan delimitats a l'est amb els comtats units de Prescott i Russell; pel comtat de Renfrew i el comtat de Lanark a l'oest; al sud amb els Comtats Units de Leeds i Grenville i els Comtats Units de Stormont, Dundas i Glengarry; i al nord pel municipi regional del comtat de Les Collines-de-l'Outaouais i la ciutat de Gatineau.
Les principals àrees suburbanes s'estenen una distància considerable a l'est, oest i sud del centre de la ciutat. Aquestes àrees també són les antigues ciutats de Cumberland, Gloucester, Kanata i Nepean. Les ciutats de Stittsville i Richmond dins de l'antic municipi de Goulbourn es troben al sud-oest. Nepean com a suburbi també inclou Barrhaven. Les comunitats de Manotick i Riverside South es troben a l'altra banda del riu Rideau, i Greely, al sud-est de Riverside South.
Una sèrie de comunitats rurals (pobles i llogarets) formen part administrativament del municipi d'Ottawa. Algunes d'aquestes comunitats són Burritts Rapids; Ashton; Fallowfield; Kars; Port de Fitzroy; Munster; Carpa; North Gower; Metcalfe; Constance Bay i Osgoode. Diverses ciutats es troben dins de la regió de la capital nacional definida federalment però fora dels límits municipals de la ciutat d'Ottawa; són comunitats d’Almonte, Carleton Place, Embrun, Kemptville, Rockland i Russell.

### Arquitectura

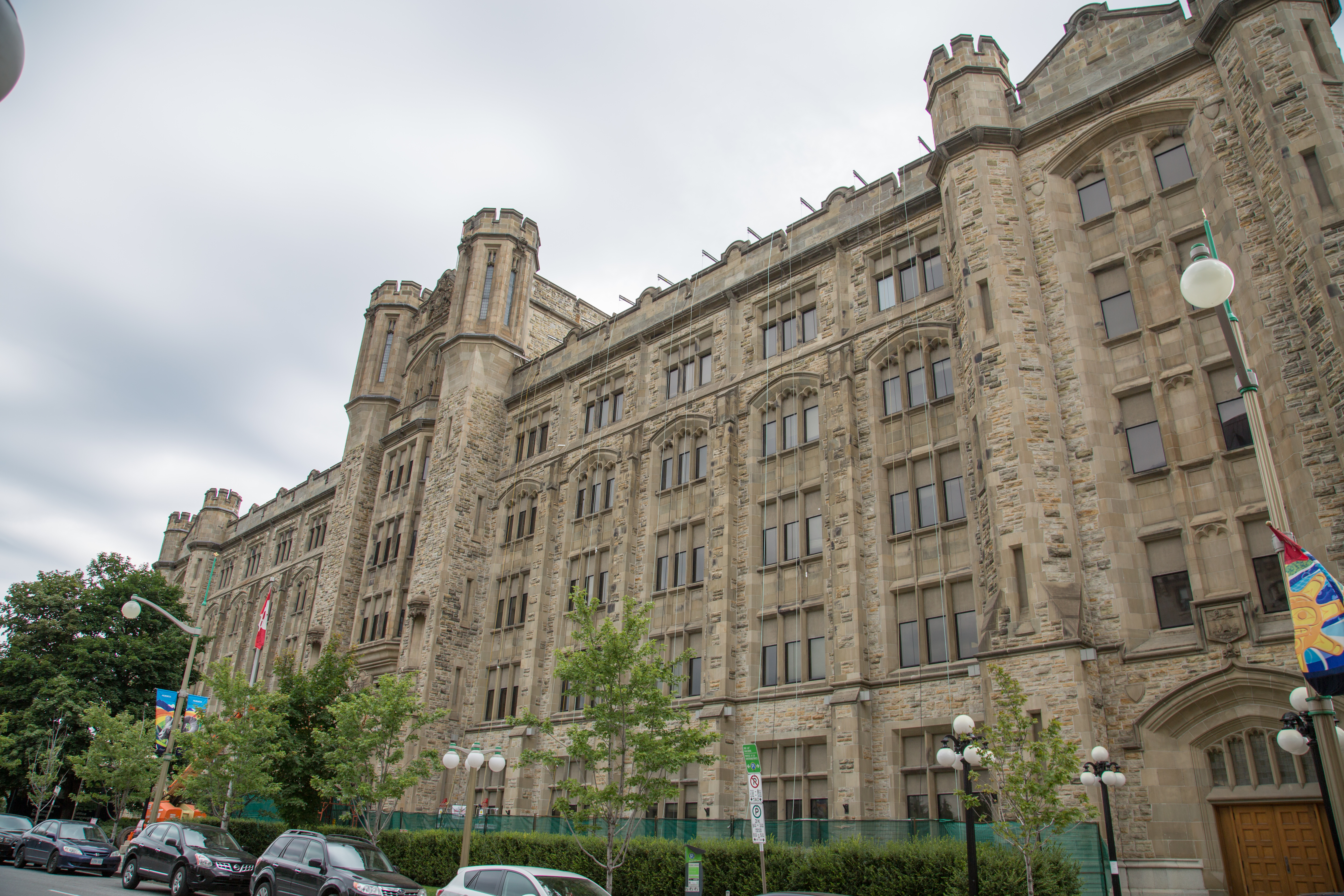
Completat el 1913, l’edifici Connaught es va construir en un estil neogòtic.

Influenciat per les estructures governamentals, gran part de l'arquitectura de la ciutat tendeix a ser formal i funcional; la ciutat també està marcada per estils d'arquitectura romàntic i pintoresc, com l'arquitectura renaixentista gòtica dels edificis del Parlament. L'arquitectura domèstica d'Ottawa conté cases unifamiliars, però també inclou un nombre menor de cases adossades, cases adossades i edificis d'apartaments. Molts edificis domèstics a Centretown estan revestits de maó vermell, amb adorns de fusta, pedra o metall; són habituals les variacions, segons el patrimoni cultural dels barris i l'època en què es van construir.
L'horitzó s'ha controlat mitjançant les restriccions d'alçada dels edificis implementades originalment per mantenir el turó del Parlament i la Torre de la Pau a 92.2 m visible des de la major part de la ciutat. Avui en dia, uns quants edificis són una mica més alts que la Torre de la Pau, sent el més alt la icona Claridge amb 143 m. Molts edificis federals de la regió de la capital nacional són gestionats per Public Works Canada, la qual cosa condueix a la conservació del patrimoni en les seves renovacions i gestió dels edificis, com la renovació de l’edifici del Senat. La major part de la terra federal de la regió està gestionada per la Comissió de la Capital Nacional; el seu control de moltes terres no urbanitzades i els poders d'apropiació li donen a la NCC una gran influència sobre el desenvolupament de la ciutat.

## Economia
El sector públic és, amb diferència, el que més persones ocupa de la ciutat: prop de setanta-dues mil persones treballen per al govern nacional, i unes altres dotze mil per al sector públic municipal. En total, els llocs de treball directament relacionats amb el sector públic corresponen, aproximadament, a un 20% del total de llocs de treball de la ciutat.
Ottawa és un centre tecnològic on hi tenen la seu més de 800 empreses i les seves respectives fàbriques, que donen feina a més de quaranta-vuit mil persones. A causa d'això, Ottawa s'ha guanyat el sobrenom de "capital nacional de l'alta tecnologia". La majoria d'aquestes empreses estan especialitzades en la investigació avançada en sectors que són la creació i desenvolupament de programari, la tecnologia ambiental, la investigació espacial i les telecomunicacions. Un altre sector important és el sanitari, que dona feina a divuit mil persones. La indústria d'alta tecnologia és la segona font d'ingressos d'Ottawa, seguida del turisme. S'estima que la regió de la capital atreu prop de 7 milions de turistes l'any, que es gasten en total 1.300 milions de dòlars.
A la ciutat s'hi publiquen tres diaris: Ottawa Citizen i Ottawa Sun s'imprimeixen en anglès, mentre que Le Droit ho fa en francès. A més d'això, Ottawa disposa de quatre cadenes de televisió (tres en anglès i una en francès) i setze cadenes de ràdio (catorze en anglès i dues en francès).
Després de l’incendi de 1916, que va deixar intacta només la biblioteca del parlament, es va emprendre la reconstrucció dels edificis que es completaria quatre anys després, el 26 de febrer de 1920, data de la primera sessió del cos legislatiu del govern als nous edificis.
L'1 de gener de 2001, la ciutat d'Ottawa es fusiona amb onze municipis circumdants per convertir-se en la quarta ciutat més gran del Canadà.

## Comunitat LGBT d'Ottawa
La comunitat LGBT i queer d'Ottawa té un lloc important en la història de la ciutat i del país.
La primera protesta canadenca pels drets queer es va celebrar a Ottawa el 1971.
El 2011, la ciutat d'Ottawa va designar com a districte gai la part de Bank Street tancada pels carrers Nepean (nord), James (sud), Kent (oest) i O'Connor (est), anomenats Le Village.
Des de 2007, l'associació Inside Out organitza un festival anual de cinema LGBT.